# Обсерватория Роке-де-лос-Мучачос
Обсервато́рия Ро́ке-де-лос-Муча́чос (исп. Observatorio del Roque de los Muchachos) — астрономическая обсерватория, основанная в 1985 году в муниципалитете Гарафия, на острове Пальма, Канарские острова, Испания; находится на горе Роке-де-лос-Мучачос (букв. «Скала парней») на высоте около 2,4 км над уровнем моря. Обсерватория принадлежит Канарскому институту астрофизики, который входит в состав Северной европейской обсерватории (англ.) и расположен в соседнем городе Тенерифе.

## История обсерватории
Обсерватория началась с телескопа им. Исаака Ньютона, который был перенесен на Пальму в 1979 году из Королевской обсерватории в Гринвиче, расположенной в графстве Суссекс, Англия.
Обсерватория была основана в Санта-Крус-де-ла-Пальма представителями Испании, Швеции, Дании и Великобритании. Остальные страны-участники присоединились позднее, среди них Германия, Италия, Норвегия, Нидерланды, Финляндия, Исландия и США. Обсерватория была официально открыта 29 июня 1985 года в присутствии испанской королевской семьи и шести глав европейских государств. Специально для данного мероприятия были построены семь вертолётных посадочных площадок.
Место расположения обсерватории обладает вторым в мире по качеству астроклиматом (по показателю полуширины видимого диска) после Обсерватории Мауна-Кеа, Гавайи. В обсерватории есть несколько уникальных инструментов, таких как 1-м Шведский солнечный телескоп с адаптивной оптикой, который дает самое высокое разрешение изображения поверхности Солнца, а также Большой Канарский телескоп — 10,4-м рефлектор, с самым большим составным зеркалом в мире (с июля 2009 года по сей момент, февраль 2011 года).

## Инструменты обсерватории
- MAGIC — система из двух 17-м черенковских телескопов
- Большой Канарский телескоп — 10,4-м рефлектор
- Телескоп «Уильям Гершель»[англ.] — 4,2-м рефлектор
- Национальный телескоп Галилео[англ.] — 3,5-м рефлектор
- Северный Оптический Телескоп — 2,56-м рефлектор
- Телескоп Исаака Ньютона[англ.] — 2,5-м рефлектор
- Ливерпульский телескоп[англ.] — 2,0-м роботизированный телескоп[англ.], рефлектор
- Телескоп Меркатора[англ.] — 1,2-м рефлектор
- Шведский солнечный телескоп[англ.] — 1-м зеркальный вакуумный солнечный телескоп
- Телескоп Якобуса Каптейна[англ.] — 1-м рефлектор
- Голландский открытый телескоп[англ.] — 0,45-м зеркальный солнечный телескоп
- SuperWASP — 5 широкоугольных камер с апертурой 0,11-м для поиска транзитных экзопланет
- HEGRA — 17 черенковских телескопов, диаметр каждого телескопа — 3 м

## Направления исследований
- Солнце
- Гамма-астрономия
- Транснептуновые объекты
- Строение Млечного Пути

## Основные достижения
- Открытие транснептуновых объектов
- Открытие S Ori 70[англ.]

## Известные сотрудники
- en:Florian Goebel

## Интересные факты
- Перенос 2,5-м телескопа им. Ньютона из Англии на Канарские острова обошелся дороже, чем постройка нового инструмента аналогичного размера на Канарских островах.